# Quadrangle de Barrymore
Le quadrangle de Barrymore (littéralement :  quadrangle du cratère Barrymore), aussi identifié par le code USGS V-59, est une région cartographique en quadrangle sur Vénus. Elle est définie par des latitudes comprises entre 50° et 75° S et des longitudes comprises entre 180° et 240° E,. Il tire son nom du cratère Barrymore.